# Souss-Massa
La région Souss-Massa (en amazighe : ⵙⵓⵙ-ⵎⴰⵙⵙⴰ ; en arabe : سوس-ماسة) est une des 12 régions du Maroc instituées en 2015.  Située au centre du pays, cette région englobe notamment Agadir, Tiznit, Aït Melloul, Tata, Ait Amira et Taroudant. 
Depuis septembre 2021, son président est Karim Achengli.

## Géographie

### Découpage géographique

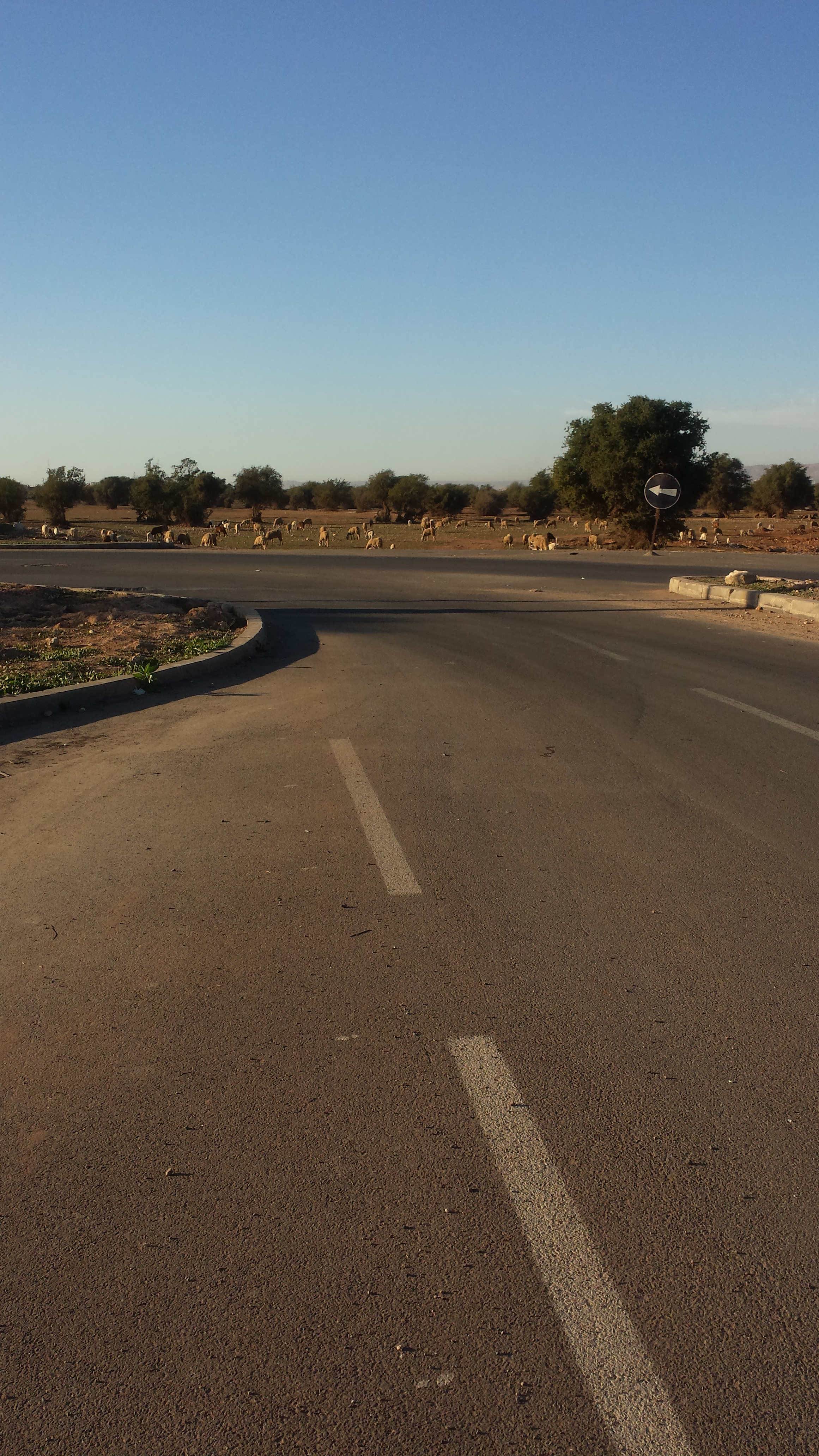
Paysage aride le long de la route de Talaïnt.

Elle est bordée à l'ouest par l'océan Atlantique, au nord par la région de Marrakech-Safi, à l'est par la région du Drâa-Tafilalet, au sud-est par l'Algérie et au sud-ouest par la région de Guelmim-Oued Noun. Son chef-lieu est Agadir.
La région est bordée au nord par les massifs du Haut Atlas occidental, suivant la vallée de l'oued Souss, traversée au centre par l'oued Massa et l'Anti-Atlas, bordée au sud par la rivière Drâa.
Au dernier recensement de 2024, elle compte 3 020 431 habitants.

### Climat
Trois facteurs déterminent le climat méditerranéen semi-aride de la région, à savoir le relief, la côte océanique et le Sahara. Ainsi, le nord de la région, dominé par l'Atlas, est caractérisé par un climat humide à semi-aride en progressant vers la plaine. Cette dernière, qui occupe le contrebas du relief de l'Atlas ainsi que les bassins des oueds Souss et Massa, connaît un climat aride malgré une large ouverture sur l'Atlantique. Enfin, la partie sud et sud-est de la région qui compose le côté nord du Sahara est couverte par un climat désertique.
Les précipitations dans la plaine du Souss ont atteint en moyenne 250 mm sur les 10 dernières années, et 350 à 400 mm sur les hauts plateaux ,. Le sud de la région, en bordure du Sahara, est beaucoup plus sec mais depuis 2005 le désert a tendance à reverdir grâce à de fortes pluies hivernales notamment en 2009-2010.

## Géologie et paléontologie
Un écosystème vieux de 515 millions d'années a été découvert en 2024 dans des niveaux de cendres volcaniques à Aït Youb, dans la région du Souss-Massa. On y a trouvé notamment deux nouvelles espèces de trilobites dont les représentants, pétrifiés dans leur dernière posture, présentent des détails anatomiques inédits,.

## Administration et politique

### Administration déconcentrée
Dans le cadre de l'administration territoriale déconcentrée, la région de Souss-Massa-Drâa, en tant que collectivité territoriale de premier niveau, correspond la wilaya de Souss-Massa.
- D'octobre 2015 à juin 2017 , le wali de la région était Zineb El Adaoui, première femme à cette responsabilité.
- De juillet 2017 à mai 2022, le wali de la région était Ahmed Hajji.
- Du 19 octobre 2023, le wali de la région est Saaïd Amzazi.
- http://www.pncl.gov.ma/fr/News/Alaune/Pages/Nomination-par-SM-le-Roi-de-nouveaux-Walis-et-Gouverneurs-à-l%27administration-centrale-et-territoriale.aspx

### Découpage territorial
La région de Souss-Massa comprend 2 préfectures et 4 provinces :
- la préfecture d'Agadir Ida-Outanane (Tamnbaḍt en Idawtanan) ;
- la province de Chtouka-Aït Baha (Tasga en Actuken - Ayt Baha) ;
- la préfecture d'Inezgane-Aït Melloul (Tamnbaḍt en Inzeggan - Ayt Mellul) ;
- la province de Taroudant (Tasga en Tarudant) ;
- la province de Tata (Tasga en Taḍa) ;
- la province de Tiznit (Tasga en Tiznit).

### Infrastructures

#### Barrages
| Barrages            | Oued     | En service | Capacité en mm³ | Usages                            |
| ------------------- | -------- | ---------- | --------------- | --------------------------------- |
| Youssef Ben Tachfin | Massa    | 1972       | 304             | Irrigation + eau potable          |
| Abdelmoumen         | Issen    | 1981       | 214             | Irrigation + eau potable          |
| Dkhila              | Issen    | 1986       | 0,7             | Régulation                        |
| Aoulouz             | Souss    | 1991       | 294             | Recharge de la nappe              |
| Imi El Kheng        | Talkjunt | 1993       | 11              | Irrigation + recharge de la nappe |
| Moulay Abdellah     | Tamri    | 2003       | 110             | Eau potable                       |
| Ahle Souss          | Aït Baha | 2004       | 2,2             | Irrigation + eau potable          |
| Mokhtar Soussi      | Aouzioua | 2002       | 50              | Irrigation                        |

## Démographie
Evolution :
Au terme du dernier recensement de 2014, la population légale de la région Souss Massa s’est établie à 2.676.847 habitants (dont 4914 de nationalité étrangère). Elle représente près de 7,9 % de la population totale du Maroc. Cette population s’est accrue de 352 700 habitants au cours de la décennie précédente (2004-2014). Le taux d’accroissement annuel moyen qui s’ensuit est de l’ordre de 1,4 %, dépassant ainsi la moyenne nationale (1,2 %). 

### Communes les plus peuplées
| Nom                | Provinces/Préfectures             | Population     |
| ------------------ | --------------------------------- | -------------- |
| Agadir (chef-lieu) | Préfecture Agadir Ida-Outanane    | 504,768(2024)  |
| Aït Melloul        | Préfecture d'Inezgane-Aït Melloul | 210,870 (2024) |
| Tiznit             | Province de Tiznit                | 198,542 (2024) |
| Inezgane           | Préfecture d'Inezgane-Aït Melloul | 137,512 (2024) |
| Ait Amira          | Province de Chtouka-Ait Baha      | 113,236 (2024) |
| Dcheira El Jihadia | Préfecture d'Inezgane-Aït Melloul | 113,041 (2024) |
| Drarga             | Préfecture Agadir Ida-Outanane    | 107,621 (2024) |
| Lqliâa             | Préfecture d'Inezgane-Aït Melloul | 107,133 (2024) |
| Oulad Teïma        | Province de Taroudant             | 100,284 (2024) |

## Économie

### Tourisme
https://www.visitagadir.com

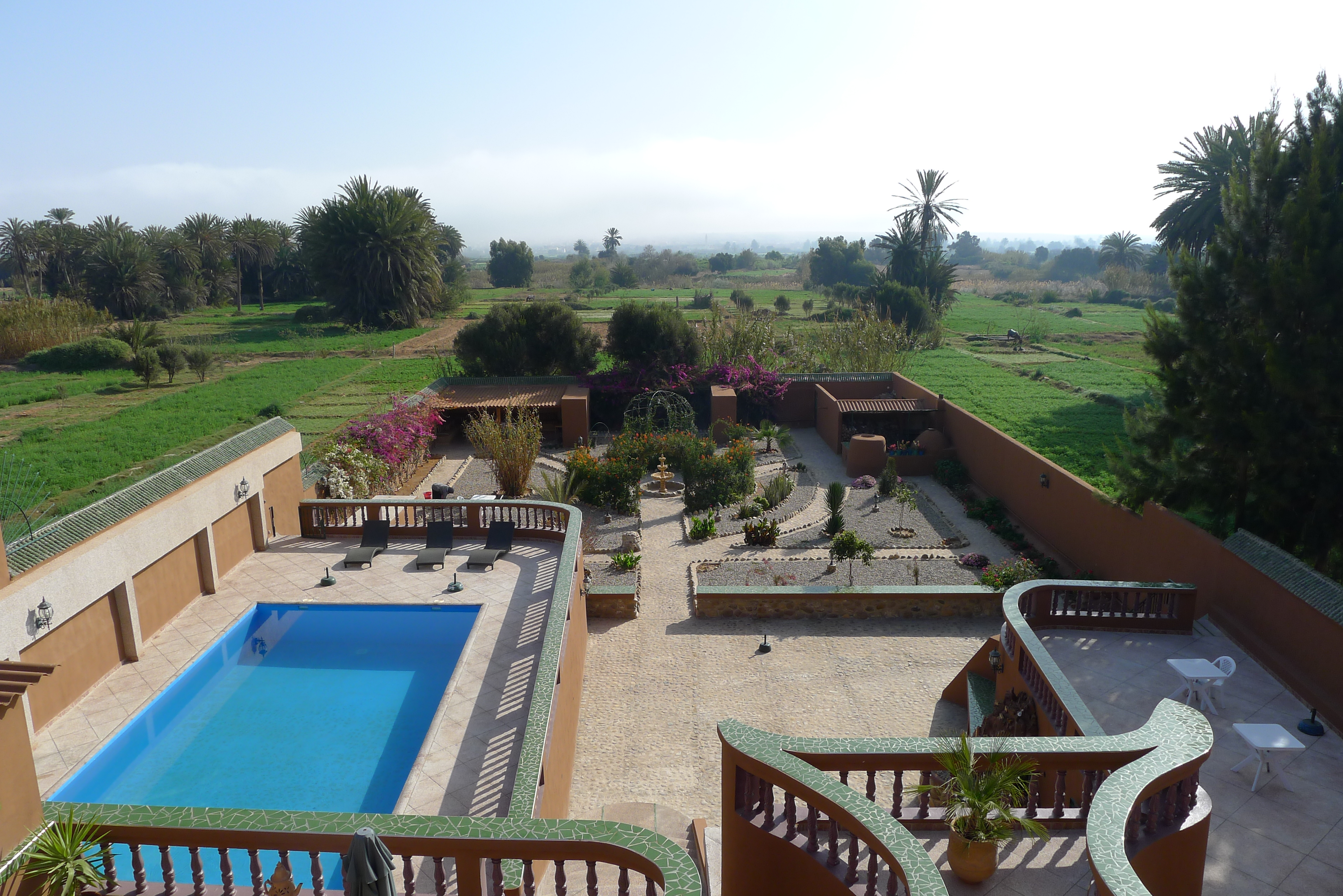
Hôtel à Massa Ifentar.

https://www.soussmassa.ma/fr/tourisme

### Agriculture[2]
Pour le bassin du Souss-Massa en particulier, l'exploitation de la nappe phréatique et les grandes infrastructures hydrauliques (près de 190 000 ha de terres irriguées) a permis le développement de l'arboriculture (13 % de la superficie cultivée en plantations fruitières au niveau national) notamment les agrumes pour lesquels la région a alloué, pendant la campagne agricole 2005-2006, 33 000 hectares soit 40 % de la superficie nationale consacrée à ces cultures.
L'activité agricole se concentre essentiellement dans les bassins du Souss et du Massa et du Drâa alors que les plaines intérieures de la région font face de plus en plus à la désertification des sols et la sécheresse rendant, ainsi, difficile d’entretenir une agriculture rentable et prospère. Par ailleurs, l'intensification des fourrages et l'utilisation intensive de l'irrigation diminuent le potentiel en eaux souterraines et rend cette denrée plus onéreuse à l'extraction, ce qui se répercute sur le coût des exploitations agricoles notamment les primeurs. Dans ce sens, il y a lieu de s'engager davantage auprès des agriculteurs afin de mettre à profit les nouvelles techniques en matière de gestion d'eau et de recharge de la nappe phréatique.

### Élevage[2]
L'élevage constitue l'une des principales activités agricoles de la  région notamment dans la zone du Drâa. Ainsi, en 2006, la région a compté un cheptel de 2,7 millions de têtes soit 11,3 % du cheptel national. Ce cheptel se compose respectivement de 277 milliers de bovins, 1,2 million d'ovins et 1,2 million de caprins soit des contributions parmi les plus notables dans le cheptel national avec respectivement 10,4 %, 7,5 % et 23,2 %. Cependant, le cheptel dans la région a connu une baisse remarquable entre 1990 et 2006 qui s'est soldée par une régression annuelle moyenne de 0,6 %, 1,5 %, 1,6 % et 1,5 % respectivement pour les bovins, les ovins, les caprins et l'effectif total.
En dépit de cette tendance baissière par rapport à 1990, ces parts restent importantes au niveau national et reviennent aux étendues pastorales dont disposent cette région et au caractère substitutionnel de l’élevage par rapport à l’agriculture dans les zones non agricoles de la région. Par conséquent, l'élevage joue un rôle de subsistance et de substitution à la production des cultures ainsi qu’une assurance contre les années à faible rendement des cultures. Ceci est d’autant plus remarquable pour les populations rurales vivant dans les zones peu cultivables pour lesquelles la production animale représente la grande part dans la formation du revenu monétaire et dans l’épargne. 
Cependant, la multiplication des parcours et l'intensification de l'élevage, des caprins en particulier, sont à même d'appauvrir le sol de la région et le fragiliser face aux effets dévastateurs de l'érosion et la désertification. Par ailleurs, ce surpâturage contribue au recul de l'arganier dans la région notamment durant les périodes sèches pendant lesquelles la couverture végétale ne permet plus de subvenir aux besoins des éleveurs ce qui risque d'accentuer la dégradation environnementale de la région.  

### Pêche[7]
Riche de ses 360 km de côte atlantique et des deux grands ports d'Agadir et de Sidi Ifni, la région est la quatrième place de débarquement des produits de la pêche côtière au niveau national (3e pour la production en valeur). Ainsi, la production de la pêche côtière a atteint 104,5 milliers de tonnes en 2007 (12,7 % de la production nationale) contre 78,2 milliers de tonnes en 2001 (8 % de la production nationale) soit une hausse annuelle moyenne de 5 % du volume débarqué. Le port d'Agadir est le principal point de débarquement en réalisant 82,2 % de la production en volume de la région contre 16,9 % pour le port de Sidi Ifni durant la période 2001-2007.
Cependant, cette hausse notable en termes de volume ne s'est pas accompagnée par une appréciation en valeur. En effet, la région a vu la valeur de ses débarquements des produits de la pêche côtière chuter de 1,5 % l'an entre 2001 et 2007, passant de 529,5 millions de dirhams (20,8 % de la valeur nationale) à 483,8 millions de dirhams (13,2 % de la valeur nationale) entretemps.

### Mines
La région a une activité minière particulièrement importante notamment celle relative aux minerais métalliques. Ainsi, elle est la principale productrice du minerai d'argent brut avec 166,7 tonnes en 2006 soit une moyenne de 80,4 % de la production nationale depuis 2001.

### Culture
https://www.soussmassa.ma/fr/culture

## Histoire
La région de Souss-Massa a été introduite avec le nouveau découpage territorial de 2015. Elle comprend l'ancienne région Souss-Massa-Drâa à l'exception du Drâa et de la province de Sidi Ifni. Quant à la province de Tata, elle faisait partie de l'ancienne région de Guelmim-Es Semara.